# Messier 56
Messier 56 (M56 ili NGC 6779) je malen i taman kuglasti skup u zviježđu Lira. M56 spada među originalna otkrića Charlesa Messira. Prvi put ga je ugledao 23. siječnja 1779. godine i opisao kao maglicu bez zvijezda, slično kao i većinu kuglastih skupova. Prvi ga je u zvijezde razlučio William Herschel oko 1784. godine.

## Svojstva
M56 je jedan o kuglastih skupova najslabijeg sjaja u Messiorovom katalogu, posebno zbog nedostatka sjajne jezgre koju ima većina kuglastih skupova. M56 spada u skupove tipa X, što znači da nije veoma gust. Udaljenost skupa je oko 32.900 gs, na toj udaljenosti njegov prividna promjer od 8,8 lučnih minuta odgovara stvarnom promjeru od 85 gs. Najsjajnije zvijezde imaju sjaj od magnitude + 13. Do danas je u skupu otkriveno desetak promjenjivih zvijezda. Skup nam prilazi velikom brzinom od 145 km/s.

## Amaterska promatranja
M56 nalazi se na pola puta od između zvijezda Bete Labuda i Game Lire. Moguće ga je uočiti s dalekozorom, ali za to su potrebni malo bolji promatrački uvjeti. Skup je lijep prizor zbog činjenice da se nalazi u Kumovoj slami pa je okružen mnogobrojnim zvijezdama. U teleskopu od 150 mm moguće je uočiti oko 6 zvijezda na povećanju od 100 puta. Veći teleskopi, poput 250 mm teleskopa u stanju su razlučiti cijeli skup.

## Vanjske poveznice
- (engl.) SEDS: NGC 6779
- (engl.) Hartmut Frommert: Revidirani Novi opći katalog
- (engl.) Izvangalaktička baza podataka NASA-e i IPAC-a
- (engl.) Astronomska baza podataka SIMBAD
- (engl.) VizieR
- (engl.) Auke Slotegraaf: NGC 6779 Deep Sky Observer's Companion
- (engl.) Courtney Seligman: Objekti Novog općeg kataloga: NGC 6750 - 6799